# Europa Anguissola

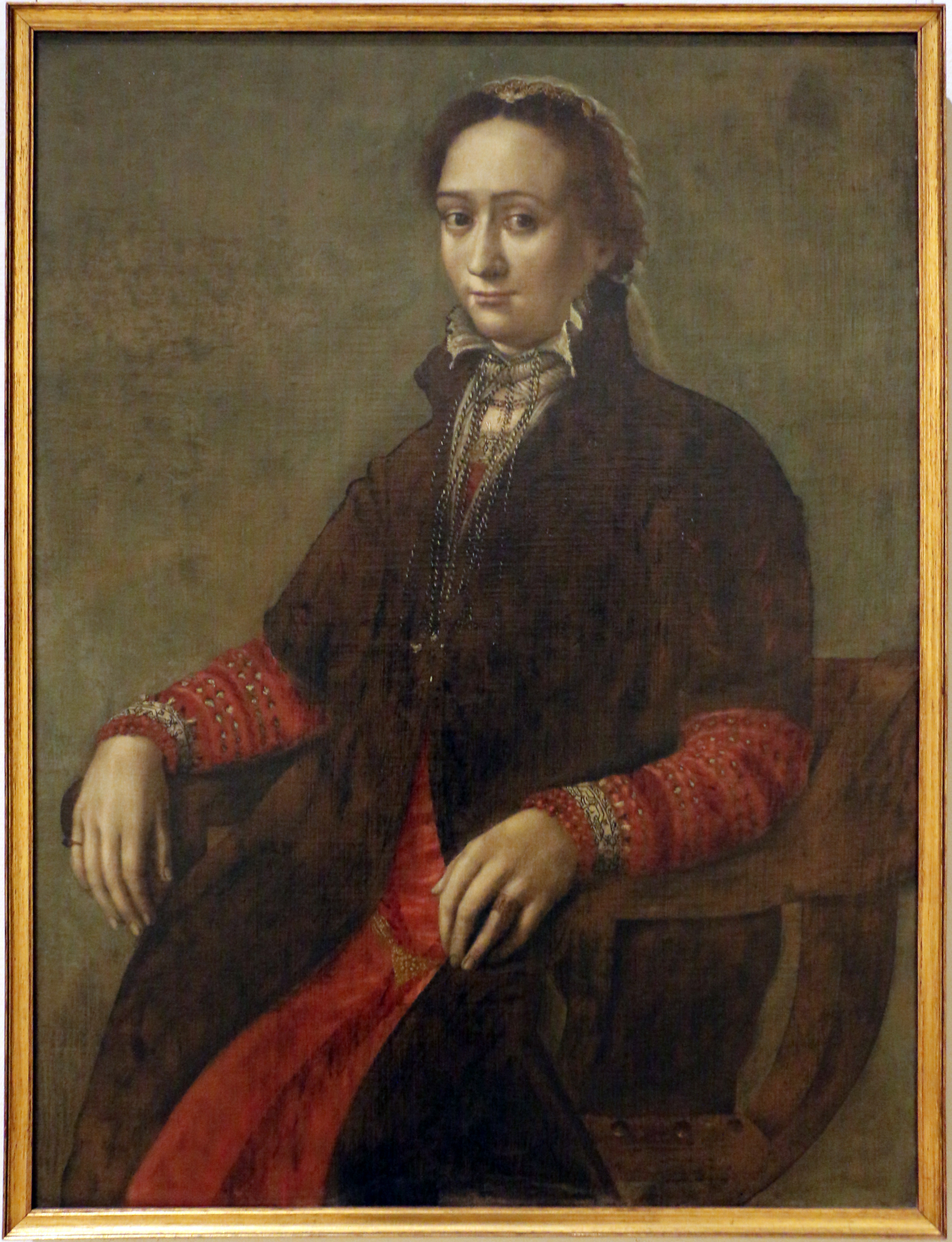
Livia de Lanchi Portret (attr.), 1550–75 ca., Castello Sforzesco, Milan

Europa Anguissola, auch Europa Angosciola, Europa Anguisciola, oder Europa Angussola (tätig um etwa 1566 bis vor 1578), war eine italienische Malerin.

## Leben und Werk
Europa Anguissola war eine Tochter des Patriziers und vielleicht als Zeichnerdilettant tätigen Amilcare Anguissola und seiner Ehefrau Bianca Ponzona sowie die Schwester der ebenfalls als Malerinnen tätigen Anna Maria, Elena, Lucia, Minerva und Sofonisba Anguissola. Über ihr Leben ist nur wenig bekannt. Als Vasari 1566 die Familie besuchte, war sie noch sehr jung. 1568 heiratete sie den aus Cremona stammenden Edelmann Carlo Schinchinelli, für dessen Familie sie mehrere Bilder malte.
Sie scheint den Überlieferungen zufolge eine viel beschäftigte Porträtistin gewesen sein, die verschiedene Edelleute aus Cremona malte. Bezeugt ist auch ein Bildnis ihrer Mutter, welches sie nach Spanien schickte. Keins dieser Werke hat sich erhalten oder kann mit ihr sicher in Verbindung gebracht werden. Darüber hinaus malte sie eine Reihe von Andachtsbildern und Altären, von denen sich einige erhalten haben. Stilistisch stehen diese Werke deutlich unter dem Einfluss ihrer älteren Schwester Sofonisba, die sie vielleicht auch unterrichtet hat.

## Werke
- Casalbuttano, Pfarrkirche

Der heilige Franziskus empfängt die Stigmata.
- Cremona, Pinacoteca Civico

Maria mit dem Kinde (Madonna della Scodella). (zugeschrieben)
- Cremona, S. Agata

Der heilige Franziskus mit Stigmata und Mönch.
- Vidiceto, Pfarrkirche

Die Berufung der Heiligen Petrus und Andreas. – Die Kreuzabnahme Christi. (zugeschrieben)